# 484.
◄ | 4. stoljeće | 5. stoljeće | 6. stoljeće | ►
◄ | 450-ih | 460-ih | 470-ih | 480-ih | 490-ih | 500-ih | 510-ih | ►
◄◄ | ◄ | 481. | 482. | 483. | 484. | 485. | 486. | 487. | ► | ►►
Astronomija • Književnost • Kršćanstvo • Pravo • Promet

## Događaji
- Sklopljen Sporazum u Nvarsaku kojim Sasanidsko Carstvo garantira autonomiju i vjersku slobodu Armeniji.

## Smrti
- Oktavijan Kartaški (* ?), rimski biskup i mučenik

## Vanjske poveznice
|  | Zajednički poslužitelj ima još gradiva o temi 484. |